# Embellisia didymospora
Embellisia didymospora är en svampart som beskrevs av Munt.-Cvetk. 1976. Embellisia didymospora ingår i släktet Embellisia och familjen Pleosporaceae.   Inga underarter finns listade i Catalogue of Life.